# Korfbal Club Sant Cugat
El Korfbal Club Sant Cugat (KC Sant Cugat) va ser un club de corfbol de Sant Cugat del Vallès, fundat l'any 2007. Creat per tal de promocionar el corfbol al municipi, coordinava la seva activat amb el KC Barcelona i AEE IES Palamós. Va competir a la primera divisió de la Lliga catalana i també disposava d'equips de categories de formació. Disputava els seus partits al Pavelló Municipal de la Floresta. Va organitzar el Torneig de Nadal del Korfbal Club Sant Cugat.